# Nathan Alterman
Nathan Alterman född juli 1910 i Warszawa, död 28 mars 1970 i Tel Aviv, var en israelisk författare. Trots att han aldrig var vald till någon politisk position var han inflytelserik både före och efter bildandet av staten Israel.

## Biografi
Nathan Alterman föddes i Warszawa i Polen (då en del av det ryska imperiet). 1925, när han var 15 år gammal, flyttade familjen till Tel Aviv och han fortsatte sina studier vid Gymnasia Herzliya.
När han var 19 år gammal reste han till Paris för att studera vid universitetet i Paris, men ett år senare bestämde han sig för att åka till Nancy för att studera agronomi. Alterman tillbringade tre år i Frankrike och blev starkt influerad av sina tillfälliga möten med franska konstnärer och författare. Under tiden upprätthöll Alterman nära kontakter med sin familj och vänner i Tel Aviv och besökte dem på sina semestrar. När han återvände till Tel Aviv 1932 började han först att arbeta på Mikveh Yisrael lantbruksskola, men lämnade den snart för att arbeta som journalist och poet.
Alterman tillskrivs att ha tagit med frön av marmandetomaten till Israel, där den var den huvudsakliga arten som odlades i landet fram till 1960-talet.

## Litterär karriär
Altermans första publicerade poesibok var Kokhavim Bakhuts ("Stjärnorna utanför"), som publicerades 1938. Denna bok, med dess "nyromantiska teman, mycket laddade textur och metriska virtuositet", som den israeliske kritikern Benjamin Harshav uttryckte det, etablerade honom i modern hebreisk litteratur.
Hans nästa stora bok var "De fattigas glädje" (hebreiska: שִׂמְחת עניים ṡimḥàt aniyím, 1941). Detta är en kalejdoskopisk drömbild bestående av 31 sammanlänkade dikter, allt från synvinkeln av ett spöke från en man besatt av den levande kvinna han älskar – en motsats av Orfeus och Eurydikes berättelse. Den döde vill skydda sin levande kärlek från krig och fattigdom, men mer än något annat vill han dra in henne i sin värld. Hans planer blir ständigt frustrerade. Ljuset från ett ödmjukt ljus är tillräckligt för att driva honom tillbaka. Berättelsen liknar en övernaturlig thriller, men rimmet och metrarna är regelbundna och eleganta.
1942, när de första nyheterna om Förintelsen nådde den sionistiska judiska församlingen i det brittiska mandatet Palestina, skrev Alterman en dikt, som kan beskrivas som en sarkastisk parafras på den judiska bönen, "Prisad är du ... som har valt ut oss av alla nationer". I denna dikt säger Alterman: "Vid våra barns gråt, skuggade av byggnadsställningar, hörde vi inte världens raseri. Ty du har valt ut oss bland alla folk, du älskade och behagade oss. För ni har valt oss av alla nationer, av norrmän, tjecker och britter. När de marscherar mot byggnadsställningar, förnuftiga judiska barn, vet de att deras blod inte kommer att räknas som resten, de ropar bara till mamman 'vänd bort ditt ansikte'." 1943 skrev Alterman en maqama "Det svenska språket", där han hyllade Sveriges vilja att välkomna judiska flyktingar från Danmark.
1943 skrev han också en dikt som var kritisk mot påven Pius XII, en dikt som ställs ut på Yad Vashem-museet.
1945–1947 fördömde Alterman i sin veckovisa kolumn i tidningen "Davar" den brittiska arméns förtryckande åtgärder och berömde de illegala invandrarbåtarna som skeppade judiska överlevande från förintelsen på landets stränder, i trots mot brittisk politik. Den mest kända av dessa är "Till en italiensk kaptens lov" (hebreiska: נאום תשובה לרב חובל איטלקי) från 1945.
I de tidiga stadierna av det arabisk-israeliska kriget 1948 skrev han många patriotiska dikter, varav den mest kända är "Silverfatet" (hebreiska: מגש הכסף magásh ha-késef ). Efter att ha blivit en kanonisk text som läses på Israels minnesdag, skrevs denna dikt som svar på Chaim Weizmanns ord i december 1947, efter antagandet av FN:s delningsplan för Palestina, "Ingen stat överlämnas någonsin på ett silverfat. . . Uppdelningsplanen ger inte judarna något mer än en möjlighet”. I sin dikt beskriver Alterman en scen som liknar den bibliska uppenbarelsen på berget Sinai, där det judiska folket väntar på att ta emot den judiska staten, eftersom israeliten väntade på att få Toran. Och ändå, istället för att Moses stiger ner med stentavlorna, ser folket två obekanta ungdomar, en pojke och en flicka, sårade och nästan döda av utmattning. På frågan "Vilka är ni?" svarar de, "Vi är silverfatet på vilket judarnas stat överlämnades till dig".
Alterman översatte Shakespeare, Molière, Racine och ryska klassiker till hebreiska och jiddisch. Han skrev texten till den berömda Moshe Vilenski-låten Kalaniyot, sjungen av Shoshana Damari.
Några av Altermans dikter har förvandlats till populära sånger, till exempel "Ett möte utan slut" (פגישה לאין קץ). Ett avsnitt i säsong 3 av den israeliska Netflix-serien Shtisel är uppkallad efter en av hans dikter, "Första leendet", som läses vid en minnesstund under avsnittet. En engelskspråkig översättning, "First Smile", av Robert Friend (från Found in Translation, Toby Press, 2006) ingår också i avsnittet.

## Politisk aktivism
Under 1950-talet var Alterman motståndare till den krigslag som då infördes för Israels arabiska medborgare (fram till 1966), och han stöttade också arbetarnas kamp som till exempel 1952 års sjömansstrejk som slogs ned av Ben Gurions regering.
Efter sexdagarskriget var Alterman en av grundarna av Movement for Greater Israel och fann sig i allians med högeraktivister som han tidigare varit mycket emot under sin karriär. Han kritiserade David Ben-Gurion (som vid den tidpunkten bara innehade posten som Knesset-ledamot, men var en inflytelserik sådan) för att han var för villig att ge upp de territorier som fångats under kriget i utbyte mot ett fredsavtal.

## Utmärkelser och erkännanden

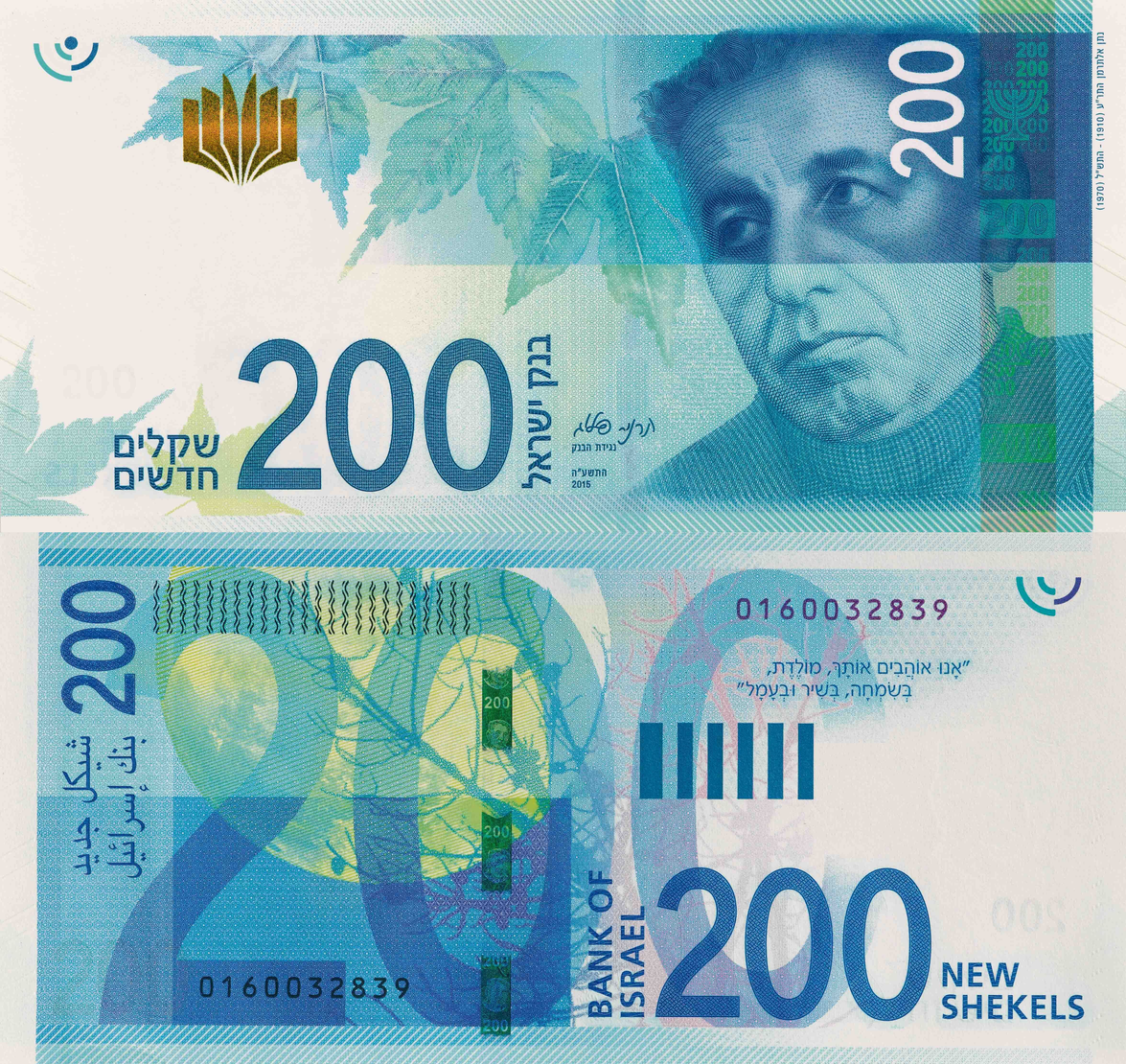
200 NIS-sedel, med Alterman.